# A Goldie és Mackó epizódjainak listája
Ez a lap a Goldie és Mackó című amerikai televíziós sorozat epizódjait tartalmazza.

## Évados áttekintés
| Évad | Évad | Epizódok | Eredeti sugárzás     | Eredeti sugárzás    | Magyar sugárzás     | Magyar sugárzás    |
| Évad | Évad | Epizódok | Évadpremier          | Évadfinálé          | Évadpremier         | Évadfinálé         |
| ---- | ---- | -------- | -------------------- | ------------------- | ------------------- | ------------------ |
|      | 1    | 22       | 2015. szeptember 12. | 2016. augusztus 15. | 2015. december 5.   | 2016. november 19. |
|      | 2    | 23       | 2017. szeptember 18. | 2018. október 1.    | 2019. augusztus 18. | 2019. november 3.  |

## Epizódok

### 1. évad (2015-2016)
| Sor. | Év. | Eredeti cím                   | Magyar cím                     | Rendezte       | Írta                               | Eredeti premier      | Magyar premier (Disney Junior)     |
| ---- | --- | ----------------------------- | ------------------------------ | -------------- | ---------------------------------- | -------------------- | ---------------------------------- |
| 1.   | 1.  | Fee Fi Fo Shoe                | Az égből pottyant cipő         | Chris Gilligan | Peter Hunziker                     | 2015. november 16.   | 2015. december 5. (Disney Channel) |
| 1.   | 1.  | Little Gold Riding Hood       | Goldie és a Farkas             | Chris Gilligan | Jorge Aguirre                      | 2015. november 16.   | 2015. december 5. (Disney Channel) |
| 2.   | 2.  | The Birthday Chair            | A szülinapi szék               | Chris Gilligan | Mike Rabb                          | 2015. szeptember 12. | 2015. december 5. (Disney Channel) |
| 2.   | 2.  | Big Bear                      | A nagy medve                   | Chris Gilligan | Jorge Aguirre és Rick Gitelson     | 2015. szeptember 12. | 2015. december 5. (Disney Channel) |
| 3.   | 3.  | Bear's Red Shoes              | Mackó piros cipellője          | Chris Gilligan | Claudia Silver                     | 2015. november 17.   | 2016. február 16.                  |
| 3.   | 3.  | Goose Sitters                 | A lúdvigyázás                  | Chris Gilligan | Joe Ansolabehere                   | 2015. november 17.   | 2016. február 16.                  |
| 4.   | 4.  | Moon Jump                     | Huhúú! Holdugrás!              | Chris Gilligan | Bernie Ancheta                     | 2015. november 18.   | 2016. február 16.                  |
| 4.   | 4.  | Big Good Wolf                 | A jóságos farkas               | Chris Gilligan | Mike Rabb                          | 2015. november 18.   | 2016. február 16.                  |
| 5.   | 5.  | The Egg                       | A tojás                        | Chris Gilligan | Madellaine Paxson                  | 2015. november 23.   | 2016. február 17.                  |
| 5.   | 5.  | Golden Kickball               | Az arany focilabda             | Chris Gilligan | Lorne Cameron                      | 2015. november 23.   | 2016. február 17.                  |
| 6.   | 6.  | Thumbelina's Wild Ride        | Hüvelyk Panna vadvízi kalandja | Chris Gilligan | Rachel Lipman                      | 2015. október 12.    | 2016. február 18.                  |
| 6.   | 6.  | Big Bad House Guest           | A Nagy Gonosz vendégségben     | Chris Gilligan | Rachel Lipman                      | 2015. október 12.    | 2016. február 18.                  |
| 7.   | 7.  | Too Much Jack and Jill        | Izgága Jack és Jill            | Chris Gilligan | Claudia Silver                     | 2015. november 11.   | 2016. február 19.                  |
| 7.   | 7.  | Tiny Tale                     | Aprócska mese                  | Chris Gilligan | Claudia Silver                     | 2015. november 11.   | 2016. február 19.                  |
| 8.   | 8.  | Abraca-Cabbage                | Abraka-káposzta                | Chris Gilligan | Cydne Clark és Steve Granat        | 2015. november 12.   | 2016. február 20.                  |
| 8.   | 8.  | Furry Godmother               | A szőrös keresztanya           | Chris Gilligan | Jorge Aguirre                      | 2015. november 12.   | 2016. február 20.                  |
| 9.   | 9.  | Pinocchio-itis                | Pinokkió kór                   | Chris Gilligan | Claudia Silver                     | 2015. november 20.   | 2016. május 14. (Disney Junior)    |
| 9.   | 9.  | The Clubhouse That Jack Built | A klubház, amit Jack épített   | Chris Gilligan | Mike Rabb                          | 2015. november 20.   | 2016. május 14. (Disney Junior)    |
| 10.  | 10. | Suddenly Spots                | Hirtelen pöttyös               | Chris Gilligan | Mike Rabb                          | 2015. december 11.   | 2016. május 21. (Disney Junior)    |
| 10.  | 10. | A Fish Tale                   | Halmese                        | Chris Gilligan | Bart Jennett                       | 2015. december 11.   | 2016. május 21. (Disney Junior)    |
| 11.  | 11. | All the King's Men            | A király emberei               | Chris Gilligan | Mike Rabb                          | 2016. január 25.     | 2016. május 28. (Disney Junior)    |
| 11.  | 11. | Cheshire Goldie               | Láthatatlan Goldie             | Chris Gilligan | Mike Rabb                          | 2016. január 25.     | 2016. május 28. (Disney Junior)    |
| 12.  | 12. | The Troll Tamer               | A trollidomár                  | Chris Gilligan | Claudia Silver                     | 2016. február 1.     | 2016. június 4. (Disney Junior)    |
| 12.  | 12. | The Froggiest Prince of All   | A legbékásabb herceg           | Chris Gilligan | Bart Jennett                       | 2016. február 1.     | 2016. június 4. (Disney Junior)    |
| 13.  | 13. | Bear Who Would Be King        | Mackó király                   | Chris Gilligan | Mike Rabb                          | 2016. február 8.     | 2016. június 11. (Disney Junior)   |
| 13.  | 13. | When the Gnome is Away        | Ha a törpe nincs otthon        | Chris Gilligan | Mike Rabb                          | 2016. február 8.     | 2016. június 11. (Disney Junior)   |
| 14.  | 14. | Training of the Broom         | Seprűtréning                   | Chris Gilligan | Claudia Silver és Jorge Aguirre    | 2016. március 21.    | 2016. június 18. (Disney Junior)   |
| 14.  | 14. | Hickory Dickory Brian         | Tikktakk Brian                 | Chris Gilligan | Bart Jennett                       | 2016. március 21.    | 2016. június 18. (Disney Junior)   |
| 15.  | 15. | Giant Among Us                | Óriás köztünk                  | Chris Gilligan | Mike Rabb                          | 2016. március 28.    | 2016. október 1. (Disney Junior)   |
| 15.  | 15. | Fetch Skippy Fetch            | Kapd el Ugri, kapd el!         | Chris Gilligan | Bart Jennett                       | 2016. március 28.    | 2016. október 1. (Disney Junior)   |
| 16.  | 16. | A Charming Day Off            | Egy hercegi szabadnap          | Chris Gilligan | Claudia Silver                     | 2016. április 11.    | 2016. október 8. (Disney Junior)   |
| 16.  | 16. | The Sunny Side Up Club        | Tükörtojás klub                | Chris Gilligan | Joe Ansolabehere és Claudia Silver | 2016. április 11.    | 2016. október 8. (Disney Junior)   |
| 17.  | 17. | The Tooth About Jack and Jill | A fogtündér                    | Chris Gilligan | Bart Jennett                       | 2016. május 16.      | 2016. október 15. (Disney Junior)  |
| 17.  | 17. | Pig Problems                  | Malac csetepaté                | Chris Gilligan | Joe Ansolabehere és Claudia Silver | 2016. május 16.      | 2016. október 15. (Disney Junior)  |
| 18.  | 18. | Topsy Turvy Tea Party         | Faramuci zsúr                  | Chris Gilligan | Mike Rabb                          | 2016. június 6.      | 2016. október 22. (Disney Junior)  |
| 18.  | 18. | Old Knotty                    | A Göcsörtös                    | Chris Gilligan | Paul Germain                       | 2016. június 6.      | 2016. október 22. (Disney Junior)  |
| 19.  | 19. | Old Knotty                    | Szentjánosbogár-kaland         | Chris Gilligan | Bart Jennett                       | 2016. június 23.     | 2016. október 29. (Disney Junior)  |
| 19.  | 19. | Three's a Crowd               | Hárman párban                  | Chris Gilligan | Bart Jennett                       | 2016. június 23.     | 2016. október 29. (Disney Junior)  |
| 20.  | 20. | Sing Froggy Sing              | Dalolj, béka, dalolj!          | Chris Gilligan | Paul Germain                       | 2016. július 1.      | 2016. november 5. (Disney Junior)  |
| 20.  | 20. | Forget Me Lots                | Elfelejcs                      | Chris Gilligan | Mike Rabb                          | 2016. július 1.      | 2016. november 5. (Disney Junior)  |
| 21.  | 21. | Do You Know the Muffin Kids   | A sütis srácok                 | Chris Gilligan | Bart Jennett                       | 2016. július 22.     | 2016. november 12. (Disney Junior) |
| 21.  | 21. | Jack of All Trades            | Cserebere                      | Chris Gilligan | Kevin Monk és Mike Rabb            | 2016. július 22.     | 2016. november 12. (Disney Junior) |
| 22.  | 22. | When Goldie Met Bear          | Goldie és Mackó találkozása    | Chris Gilligan | Joe Ansolabehere és Claudia Silver | 2016. augusztus 15.  | 2016. november 19. (Disney Junior) |

### 2. évad (2017-2018)
| Sor. | Év. | Eredeti cím                            | Magyar cím                            | Rendezte       | Írta                                           | Eredeti premier      | Magyar premier (M2)  |
| ---- | --- | -------------------------------------- | ------------------------------------- | -------------- | ---------------------------------------------- | -------------------- | -------------------- |
| 23.  | 1.  | Goldie's Great Adventure               | Goldie nagy kalandja                  | Chris Gilligan | Claudia Silver                                 | 2017. szeptember 18. | 2019. augusztus 18.  |
| 23.  | 1.  | Tagalong Troll                         | A levakarhatatlan Lila Troll          | Chris Gilligan | Michael Rabb                                   | 2017. szeptember 18. | 2019. augusztus 18.  |
| 24.  | 2.  | If the Slipper Fits                    | Ha jól áll a cipellő                  | Chris Gilligan | Matt Hoverman                                  | 2018. szeptember 19. | 2019. augusztus 24.  |
| 24.  | 2.  | A Royal Cheese Mystery                 | A királyi sajt-rejtély                | Chris Gilligan | Bart Jennett                                   | 2018. szeptember 19. | 2019. augusztus 24.  |
| 25.  | 3.  | Little Coach Horner                    | Kis Horner edző                       | Chris Gilligan | Michael Rabb                                   | 2018. szeptember 20. | 2019. augusztus 25.  |
| 25.  | 3.  | A Whale of a Tale                      | Bálnamese                             | Chris Gilligan | Matt Hoverman                                  | 2018. szeptember 20. | 2019. augusztus 25.  |
| 26.  | 4.  | Pops Goes the Weasel                   | Hopp, a menyét                        | Chris Gilligan | Michael Rabb                                   | 2018. szeptember 21. | 2019. augusztus 31.  |
| 26.  | 4.  | Fairy Godmother Gets Grounded          | Tündérkeresztanya büntetése           | Chris Gilligan | Andy Guerdat, Steve Sullivan és Claudia Silver | 2018. szeptember 21. | 2019. augusztus 31.  |
| 27.  | 5.  | Think or Swim                          | Kád áradás                            | Chris Gilligan | Claudia Silver                                 | 2018. november 6.    | 2019. szeptember 1.  |
| 27.  | 5.  | Hark! A Snark!                         | Figyelj egy snark!                    | Chris Gilligan | Matt Hoverman                                  | 2018. november 6.    | 2019. szeptember 1.  |
| 28.  | 6.  | Gnome Family Reunion                   | Törpe családi találkozó               | Chris Gilligan | Jeff King és Bart Jennett                      | 2017. november 13.   | 2019. szeptember 7.  |
| 28.  | 6.  | Adorable Norm                          | A tündéri Norm                        | Chris Gilligan | Joe Ansolabehere                               | 2017. november 13.   | 2019. szeptember 7.  |
| 29.  | 7.  | Big Bad's Secret                       | Farkas titka                          | Chris Gilligan | Claudia Silver                                 | 2017. november 20.   | 2019. szeptember 14. |
| 29.  | 7.  | Sprites on the Loose                   | Garázda tündék                        | Chris Gilligan | Sam Barlow                                     | 2017. november 20.   | 2019. szeptember 14. |
| 30.  | 8.  | Winterchime Day                        | Téli Harangjáték-nap                  | Chris Gilligan | Ed Valentine                                   | 2017. november 25.   | 2019. szeptember 8.  |
| 31.  | 9.  | The Fairy Tale Forest Quartet          | A Meseerdő-quartet                    | Chris Gilligan | Michael Rabb                                   | 2017. november 27.   | 2019. szeptember 15. |
| 31.  | 9.  | Bear's Hair Don't                      | A haj-kalamajka                       | Chris Gilligan | Ed Valentine                                   | 2017. november 27.   | 2019. szeptember 15. |
| 32.  | 10. | Wolf on Drums                          | Farkas a dob mögött                   | Chris Gilligan | Ed Valentine                                   | 2017. december 11.   | 2019. szeptember 21. |
| 32.  | 10. | Goldie's Do-Over Day                   | Elölről Goldie!                       | Chris Gilligan | Michael Rabb                                   | 2017. december 11.   | 2019. szeptember 21. |
| 33.  | 11. | Gingerbread Jimmy's Fantastical Forest | Mézeskalács Jimmy fantasztikus erdeje | Chris Gilligan | Joe Ansolabehere                               | 2018. február 5.     | 2019. szeptember 22. |
| 33.  | 11. | Bunny Trouble                          | Nyulam-bajom                          | Chris Gilligan | Michael Rabb                                   | 2018. február 5.     | 2019. szeptember 22. |
| 34.  | 12. | Humpty's Big Hike                      | Tojás Tóbiás túrája                   | Chris Gilligan | Claudia Silver                                 | 2018. február 12.    | 2019. szeptember 28. |
| 34.  | 12. | Mary, Mary                             | Mary, Mary                            | Chris Gilligan | M.J. Offen                                     | 2018. február 12.    | 2019. szeptember 28. |
| 35.  | 13. | Any Wish You Wish                      | Amit csak kívánsz!                    | Chris Gilligan | Mike Rabb                                      | 2018. február 19.    | 2019. szeptember 29. |
| 35.  | 13. | Vote for Goldie!                       | Szavazz Goldie-ra!                    | Chris Gilligan | Sib Ventress                                   | 2018. február 19.    | 2019. szeptember 29. |
| 36.  | 14. | The Other Phil                         | A másik Phil                          | Chris Gilligan | Claudia Silver                                 | 2018. február 26.    | 2019. október 5.     |
| 36.  | 14. | Humpty Cracks the Case                 | Tojás Tóbiás nyomoz                   | Chris Gilligan | Ed Valentine                                   | 2018. február 26.    | 2019. október 5.     |
| 37.  | 15. | Horsin' Around                         | Lóvá teszlek                          | Chris Gilligan | Sib Ventress                                   | 2018. április 9.     | 2019. október 6.     |
| 37.  | 15. | Pigs Without Twigs                     | Röfik, mínusz Twigs                   | Chris Gilligan | Joe Ansolabehere                               | 2018. április 9.     | 2019. október 6.     |
| 38.  | 16. | Mother Goose on the Loose              | Lúdanyó szabadon                      | Chris Gilligan | Sib Ventress                                   | 2018. április 16.    | 2019. október 12.    |
| 38.  | 16. | Billy the Kid                          | Billy, a kölyök                       | Chris Gilligan | Mike Rabb                                      | 2018. április 16.    | 2019. október 12.    |
| 39.  | 17. | Crystal Clear                          | Kristálytiszta                        | Chris Gilligan | Sib Ventress Ed Valentine (story)              | 2018. április 23.    | 2019. október 13.    |
| 39.  | 17. | The Humongous Harvest of Hugeness      | A termetes termés betermelése         | Chris Gilligan | Claudia Silver Ed Valentine (story)            | 2018. április 23.    | 2019. október 13.    |
| 40.  | 18. | Team Tiny                              | Hüvelyk-banda                         | Chris Gilligan | Joe Ansolabehere                               | 2018. április 30.    | 2019. október 19.    |
| 40.  | 18. | The Wolf Who Cried Wolf                | A farkas, aki farkast kiáltott        | Chris Gilligan | Brian Swenlin Ed Valentine (story)             | 2018. április 30.    | 2019. október 19.    |
| 41.  | 19. | Goin' Overboard                        | A nagy csobbanás                      | Chris Gilligan | Sib Ventress                                   | 2018. június 4.      | 2019. október 20.    |
| 41.  | 19. | All Hail the Conquering Bear           | Sokáig éljen a győzedelmes Mackó!     | Chris Gilligan | Jonathan Rosenthal                             | 2018. június 4.      | 2019. október 20.    |
| 42.  | 20. | Mr. Pail                               | Pitli úr                              | Chris Gilligan | Suzanne Jennett                                | 2018. június 11.     | 2019. október 26.    |
| 42.  | 20. | Goldie Rides a Bike                    | Goldie biciklizni tanul               | Chris Gilligan | Joe Ansolabehere                               | 2018. június 11.     | 2019. október 26.    |
| 43.  | 21. | Viva Don Huevo!                        | Viva Don Hueoo!                       | Chris Gilligan | Sib Ventress                                   | 2018. június 18.     | 2019. október 27.    |
| 43.  | 21. | The Magic Handcuffs                    | A varázsbilincs                       | Chris Gilligan | Joe Ansolabehere                               | 2018. június 18.     | 2019. október 27.    |
| 44.  | 22. | Tess the Giantess                      | Tess, a gigantesz                     | Chris Gilligan | Sib Ventress                                   | 2018. június 25.     | 2019. november 2.    |
| 44.  | 22. | Red Moves Away"                        | Piroska elköltözik                    | Chris Gilligan | Joe Ansolabehere                               | 2018. június 25.     | 2019. november 2.    |
| 45.  | 23. | Witch Cat is Which?                    | Melyik macska melyik?                 | Chris Gilligan | Sib Ventress                                   | 2018. október 1.     | 2019. november 3.    |
| 45.  | 23. | Trick or Treat Trouble                 | A csokit vagy csínyt gubanc           | Chris Gilligan | Bart Jennett                                   | 2018. október 1.     | 2019. november 3.    |